# Puchar Kontynentalny w skokach narciarskich 1993/1994
Puchar Kontynentalny w skokach narciarskich 1993/1994 rozpoczął się 3 grudnia 1993 na dużej skoczni Lysgårdsbakken w Lillehammer a zakończył 27 marca 1994 w Rovaniemi na normalnej skoczni Ounasvaara. Jest to pierwsza edycja Pucharu Kontynentalnego, po likwidacji Pucharu Europy w 1993 roku, które dwie ostatnie edycje Międzynarodowa Federacja Narciarska uznaje za pierwsze dwa sezony Pucharu Kontynentalnego. Była to też pierwsza edycja, w której wzięli udział zawodnicy z kontynentu azjatyckiego i amerykańskiego, gdyż wcześniej brali oni udział w cyklu Pacific Rum Cup, który podobnie jak Puchar Europy został zlikwidowany w 1993. Zwycięzcą cyklu został Niemiec Ralf Gebstedt wyprzedzając o 47 punktów swojego rodaka, Ronny'ego Hornschuha.

## Kalendarz i wyniki
Opracowano na podstawie
| Lp                                            | Data                                          | Miejscowość                                   | Skocznia                                      | Punkt K                                       | Uwagi                                         | 1. miejsce                 | 2. miejsce                        | 3. miejsce                |
| --------------------------------------------- | --------------------------------------------- | --------------------------------------------- | --------------------------------------------- | --------------------------------------------- | --------------------------------------------- | -------------------------- | --------------------------------- | ------------------------- |
| 1.                                            | 3 grudnia 1993                                | Lillehammer                                   | Lysgårdsbakken                                | K-120                                         | -                                             | Espen Bredesen             | Jaroslav Sakala                   | Jens Weißflog             |
| 2.                                            | 5 grudnia 1993                                | Lillehammer                                   | Lysgårdsbakken                                | K-90                                          | -                                             | Hiroya Saitō               | Espen Bredesen                    | Andreas Goldberger        |
| 3.                                            | 11 grudnia 1993                               | Oberwiesenthal                                | Fichtelbergschanzen                           | K-90                                          | -                                             | Andreas Beck               | Jiří Raška                        | Tero Koponen              |
| 4.                                            | 12 grudnia 1993                               | Lauscha                                       | Marktiegelschanze                             | K-90                                          | -                                             | Olli Happonen              | Ralf Gebstedt                     | Jiří Raška                |
| 5.                                            | 19 grudnia 1993                               | Wörgl                                         | Latella-Schanze                               | K-83                                          | -                                             | Andreas Beck Håkon Johnsen |                                   | Kenji Suda Dionis Wodniew |
| 6.                                            | 26 grudnia 1993                               | Sankt Moritz                                  | Olympiaschanze                                | K-95                                          | -                                             | Dieter Thoma               | Hiroya Saitō                      | Sylvain Freiholz          |
| 7.                                            | 29 grudnia 1993                               | Sankt Aegyd                                   | Klaushoferschanze                             | K-73                                          | -                                             | Klaus Huber                | Christian Moser                   | Gerhard Schallert         |
| 8.                                            | 9 stycznia 1994                               | Gallio                                        | Trampolino di Pakstall                        | K-92                                          | -                                             | Nicolas Jean-Prost         | Ronny Hornschuh                   | Gerhard Schallert         |
| 9.                                            | 15 stycznia 1994                              | Sapporo                                       | Miyanomori                                    | K-90                                          | -                                             | Masahiko Harada            | Takanobu Okabe                    | Jin’ya Nishikata          |
| 10.                                           | 16 stycznia 1994                              | Sapporo                                       | Ōkurayama                                     | K-115                                         | -                                             | Takanobu Okabe             | Hitoshi Sakurai                   | Masahiko Harada           |
| 11.                                           | 22 stycznia 1994                              | Willingen                                     | Mühlenkopfschanze                             | K-120                                         | -                                             | Stein Henrik Tuff          | Ralf Gebstedt                     | Clas Brede Bråthen        |
| 12.                                           | 22 stycznia 1994                              | Ironwood                                      | Copper Peak                                   | K-145                                         | -                                             | Terje Nyhus                | Werner Schuster                   | Matthias Wallner          |
| 13.                                           | 23 stycznia 1994                              | Willingen                                     | Mühlenkopfschanze                             | K-120                                         | -                                             | Stein Henrik Tuff          | Ralf Gebstedt                     | Hansjörg Jäkle            |
| 14.                                           | 23 stycznia 1994                              | Ironwood                                      | Copper Peak                                   | K-145                                         | -                                             | Matthias Wallner           | Werner Schuster                   | Frode Håre                |
| 15.                                           | 11 lutego 1994                                | Ruhpolding                                    | Große Zirmbergschanze                         | K-110                                         | TAA                                           | Sven Hannawald             | Andreas Beck                      | Clas Brede Bråthen        |
| 16.                                           | 12 lutego 1994                                | Saalfelden                                    | Bibergschanze                                 | K-85                                          | TAA                                           | Stefan Zünd                | Klaus Huber                       | Steve Delaup              |
| 17.                                           | 13 lutego 1994                                | Planica                                       | Bloudkova Velikanka                           | K-120                                         | TAA                                           | Andreas Beck               | Clas Brede Bråthen                | Hein-Arne Mathiesen       |
| Turniej Alpen-Adria – klasyfikacja końcowa    | Turniej Alpen-Adria – klasyfikacja końcowa    | Turniej Alpen-Adria – klasyfikacja końcowa    | Turniej Alpen-Adria – klasyfikacja końcowa    | Turniej Alpen-Adria – klasyfikacja końcowa    | Turniej Alpen-Adria – klasyfikacja końcowa    | Andreas Beck               | Clas Brede Bråthen                | Klaus Huber               |
| 18.                                           | 19 lutego 1994                                | Iron Mountain                                 | Pine Mountain                                 | K-120                                         | -                                             | Ralf Gebstedt              | Stefan Zünd                       | Martin Höllwarth          |
| 19.                                           | 20 lutego 1994                                | Iron Mountain                                 | Pine Mountain                                 | K-120                                         | -                                             | Sami Nieminen              | Stefan Zünd                       | Jakub Sucháček            |
| 20.                                           | 26 lutego 1994                                | Ishpeming                                     | Suicide Hill                                  | K-90                                          | -                                             | Martin Höllwarth           | Ronny Hornschuh                   | Christian Samitz          |
| 21.                                           | 26 lutego 1994                                | Schönwald im Schwarzwald                      | Adlerschanze                                  | K-84                                          | TSch                                          | Klaus Huber                | Andi Rauschmeier                  | Pekka Niemelä             |
| 22.                                           | 27 lutego 1994                                | Titisee-Neustadt                              | Hochfirstschanze                              | K-113                                         | TSch                                          | Kurt Børset                | Christof Duffner                  | Sepp Zehnder              |
| Turniej Schwarzwaldzki – klasyfikacja końcowa | Turniej Schwarzwaldzki – klasyfikacja końcowa | Turniej Schwarzwaldzki – klasyfikacja końcowa | Turniej Schwarzwaldzki – klasyfikacja końcowa | Turniej Schwarzwaldzki – klasyfikacja końcowa | Turniej Schwarzwaldzki – klasyfikacja końcowa | Sepp Zehnder               | Klaus Huber                       | Jarkko Saapunki           |
| 23.                                           | 2 marca 1994                                  | Kuopio                                        | Puijo                                         | K-90                                          | -                                             | brak danych                | brak danych                       | brak danych               |
| 24.                                           | 5 marca 1994                                  | Calgary                                       | Alberta Ski Jump Area                         | K-89                                          | -                                             | John Lockyer               | Werner Schuster                   | Christian Samitz          |
| 25.                                           | 5 marca 1994                                  | Sapporo                                       | Ōkurayama                                     | K-115                                         | -                                             | brak danych                | brak danych                       | brak danych               |
| 26.                                           | 6 marca 1994                                  | Calgary                                       | Alberta Ski Jump Area                         | K-89                                          | -                                             | Werner Schuster            | Rok Polajnar                      | Virginio Lunardi          |
| 27.                                           | 9 marca 1994                                  | Zakopane                                      | Wielka Krokiew                                | K-116                                         | -                                             | Ronny Hornschuh            | Rico Meinel                       | Ingemar Mayr              |
| 28.                                           | 9 marca 1994                                  | Zaō                                           | Yamagata                                      | K-85                                          | -                                             | Andreas Widhölzl           | Reinhard Schwarzenberger          | Hiroki Uesugi             |
| 29.                                           | 10 marca 1994                                 | Zakopane                                      | Średnia Krokiew                               | K-85                                          | -                                             | Wojciech Skupień           | Damjan Fras                       | Rastislav Leško           |
| 30.                                           | 10 marca 1994                                 | Zaō                                           | Yamagata                                      | K-85                                          | -                                             | brak danych                | brak danych                       | brak danych               |
| 31.                                           | 12 marca 1994                                 | Szczyrbskie Jezioro                           | MS 1970 A                                     | K-120                                         | -                                             | Christof Birchler          | Rico Meinel                       | Tomáš Goder               |
| 32.                                           | 13 marca 1994                                 | Szczyrbskie Jezioro                           | MS 1970 A                                     | K-120                                         | -                                             | Wojciech Skupień           | Sven Hannawald                    | Tomáš Goder               |
| 33.                                           | 17 marca 1994                                 | Sprova                                        | Steinfjellbakken                              | K-85                                          | -                                             | Kjell Erik Sagbakken       | Steve Delaup                      | Ove Vik Bard              |
| 34.                                           | 19 marca 1994                                 | Sprova                                        | Steinfjellbakken                              | K-85                                          | -                                             | Klaus Huber                | Ronny Hornschuh Stein Henrik Tuff |                           |
| 35.                                           | 26 marca 1994                                 | Ruka                                          | Rukatunturi                                   | K-120                                         | -                                             | Risto Jussilainen          | Adolf Grugger                     | Jani Mattila              |
| 36.                                           | 27 marca 1994                                 | Rovaniemi                                     | Ounasvaara                                    | K-90                                          | -                                             | Risto Jussilainen          | Kjell Erik Sagbakken              | Vesa Hakala               |

## Klasyfikacja generalna
| Miejsce | Zawodnik            | Punkty |
| ------- | ------------------- | ------ |
| 1.      | Ralf Gebstedt       | 666    |
| 2.      | Ronny Hornschuh     | 619    |
| 3.      | Klaus Huber         | 575    |
| 4.      | Werner Schuster     | 527    |
| 5.      | Andreas Beck        | 465    |
| 6.      | Matthias Wallner    | 425    |
| 7.      | Adolf Grugger       | 407    |
| 8.      | Martin Höllwarth    | 393    |
| 9.      | Rico Meinel         | 378    |
| 10.     | Clas Brede Bråthen  | 357    |
| 11.     | Marc Nölke          | 345    |
| 12.     | Jiří Raška          | 333    |
| 13.     | Gerhard Schallert   | 327    |
| 14.     | Stefan Zünd         | 326    |
| 15.     | Hein-Arne Mathiesen | 312    |
| 16.     | Stein Henrik Tuff   | 454    |
| 17.     | Sven Hannawald      | 452    |
| 18.     | Andi Rauschmeier    | 296    |
| 18.     | Hiroya Saitō        | 296    |
| 20.     | Damjan Fras         | 290    |
| ...     |                     |        |